# سوگاش
سوگاش (به لاتین: Sugash) یک منطقهٔ مسکونی در روسیه است که در جمهوری آلتای واقع شده‌است.